# Ménéclès (philosophe)
Pour les articles homonymes, voir Ménéclès.
Ménéclès (Μενεκλεῆς) est un philosophe sceptique du Ier siècle ap. J.-C.

On trouve une mention d'un Ménéclès Πυρρωνιαστὰς (c'est-à-dire sectateur de Pyrrhon) dans une inscription funéraire trouvée en 1875 et provenant de Cymé en Asie Mineure. Cette inscription date vraisemblablement du Ier siècle av. J.C et porte le texte suivant : 
Moi, le guide de la chanson dans la Grèce,

moi qui ai égalisé tous les discours à tous

Et couru la voie tranquille parmi les hommes,

Le pyrrhoniaste Ménéclès, je gis ici.
Comme Ménéclès n'est connu que par cette inscription et n'est mentionné nulle part ailleurs, il s'agit plus probablement d'un sympathisant du scepticisme pyrrhonien que d'un philosophe à part entière.